# Rainer Seifert
Rainer Seifert, född den 10 december 1947 i Wiesbaden, Tyskland, är en västtysk landhockeyspelare.
Han tog OS-guld i herrarnas landhockeyturnering i samband med de olympiska sommarspelen 1972 i München.